# Постирнаку
Постирнаку (рум. Postârnacu) — село у повіті Димбовіца в Румунії. Входить до складу комуни Корнешть.
Село розташоване на відстані 44 км на північний захід від Бухареста, 35 км на схід від Тирговіште, 96 км на південь від Брашова.

## Населення
За даними перепису населення 2002 року у селі проживали 980 осіб, усі — румуни. Усі жителі села рідною мовою назвали румунську.